# الأضرار الجانبية (فلم)
فيلم الأضرار الجانبية (بالإنجليزية: Collateral Damage)، هي فيلم أمريكي من نوع إثارة، وقام ببطولة الفيلم الممثل الأمريكي أرنولد شوارزنيجر، أنتج الفيلم السينمائي عام 2002م، تتحدث الفيلم عن عملية انتحارية أدت إلى مقتل من فيها على القنصلية العامة لكولومبيا بمدينة لوس أنجلوس، توعد بطل الفيلم شوارزنيجر بالانتقام من الحركة المسلحة الكولومبية المعارضة للحكومة الكولومبية المتحالفة مع الولايات المتحدة.

## وصلات خارجية
- الأضرار الجانبية على موقع IMDb (الإنجليزية)
- الأضرار الجانبية على موقع ميتاكريتيك (الإنجليزية)
- الأضرار الجانبية على موقع روتن توميتوز (الإنجليزية)
- الأضرار الجانبية على موقع نتفليكس (الإنجليزية)
- الأضرار الجانبية على موقع قاعدة بيانات الأفلام العربية
- الأضرار الجانبية على موقع ألو سيني (الفرنسية)
- الأضرار الجانبية على موقع Turner Classic Movies (الإنجليزية)
- الأضرار الجانبية على موقع أول موفي (الإنجليزية)
- الأضرار الجانبية على موقع بوكس أوفيس موجو (الإنجليزية)
- الأضرار الجانبية على موقع فيلمافينيتي (الإسبانية)